# Emma Danieli
Emma Danieli, nome d'arte di Emma Fretta (Buscoldo, 14 ottobre 1936 – Sorengo, 21 giugno 1998), è stata un'attrice e annunciatrice televisiva italiana, attiva in cinema e televisione soprattutto fra gli anni cinquanta e gli anni sessanta.
È stata anche un personaggio televisivo come Signorina buonasera della Rai e come presentatrice di programmi (fra gli altri, il Festival di Napoli 1957 accanto a Enzo Tortora e Marisa Borroni).

## Biografia
Interprete di spot per Carosello e per la pubblicità in genere, debuttò nel cinema nel 1953 quando era poco più che adolescente, interpretando il ruolo di sé stessa come aspirante attrice nell'episodio basato sul concorso Quattro attrici, una speranza, inserito nel film Siamo donne. La sceneggiatura dell'episodio era di Luigi Chiarini) e il film raccoglieva i ritratti di alcune star cinematografiche. Danieli vinse in effetti il concorso (a cui si era iscritta quasi per gioco) - ex aequo con Anna Amendola - e il successo le aprì le porte al mondo dello spettacolo.
Dopo aver frequentato la scuola di recitazione di Wanda Capodaglio e dopo essere stata assunta in Rai nel 1954 come annunciatrice della sede di Milano ha alternato l'attività di modella per la pubblicità, di valletta e presentatrice a quella di attrice in film e sceneggiati televisivi, fra cui L'Alfiere (1956), accanto ad Aroldo Tieri e Domenico Modugno, diretto da Anton Giulio Majano. Fu interprete degli sceneggiati televisivi Il dottor Antonio, Piccole donne e Tom Jones e di gialli della serie televisiva del Tenente Sheridan, con Ubaldo Lay, nel ciclo Giallo Club.

Silvio Noto ed Emma Danieli presentatori del programma televisivo Rai Primo applauso (1957)

Nell'estate del 1957 conduce con Silvio Noto il programma televisivo: Primo applauso, rassegna di aspiranti alla ribalta. Trasferitasi in seguito a Campione d'Italia, fu assunta dalla televisione della Svizzera italiana, dove si è dedicata alla sceneggiatura, al doppiaggio, alla traduzione di testi e alla produzione di programmi culturali.
È ricordata la sua interpretazione nel film di fantascienza-horror L'ultimo uomo della Terra, girato nel 1964 a fianco di Vincent Price, Franca Bettoja e Franco Gasparri. Danieli - che è stata anche interprete di fotoromanzi per la Grand Hotel - come ragazza-copertina è apparsa sulle prime pagine di rotocalchi - è stata sposata con il regista televisivo Franco Morabito, da cui ha avuto una figlia, Stella, e dal quale si è separata dopo pochi anni di matrimonio.

## Filmografia

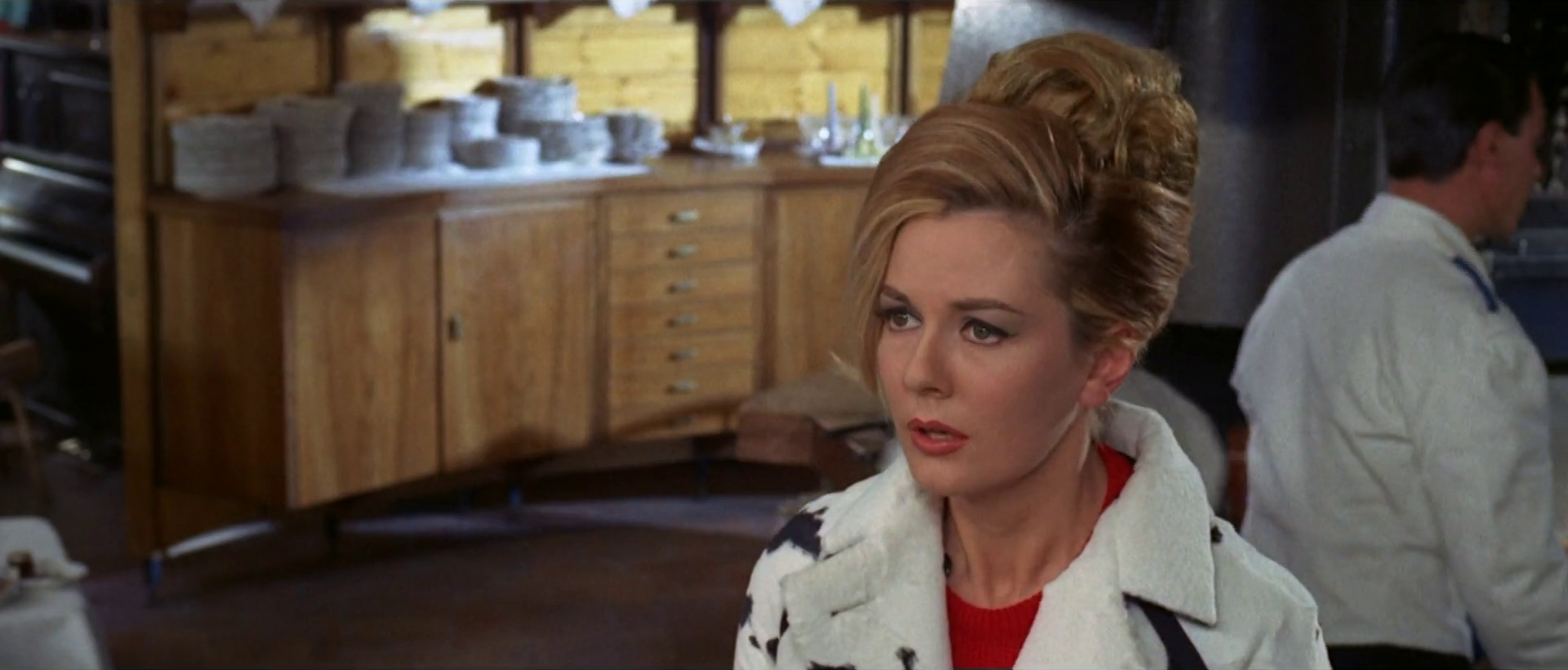
Emma Danieli nel film Slalom, 1965

### Cinema
- Siamo donne, regia di Alfredo Guarini (1953)
- I pinguini ci guardano, regia di Guido Leoni (1955)
- I cavalieri del diavolo, regia di Siro Marcellini (1959)
- Vacanze in Argentina, regia di Guido Leoni (1960)
- Il terrore dei mari, regia di Domenico Paolella (1961)
- I fratelli corsi, regia di Anton Giulio Majano (1961)
- L'ultimo uomo della Terra, regia di Ubaldo Ragona (1964)
- Matrimonio alla francese (Le tonnerre de Dieu), regia di Denys de La Patellière (1965)
- Slalom, regia di Luciano Salce (1965)
- Le spie amano i fiori, regia di Umberto Lenzi (1966)
- Le spie uccidono in silenzio, regia di Mario Caiano (1966)
- Commissariato di notturna, regia di Guido Leoni (1974)

### Televisione
- Piccole donne, dal romanzo di Louisa May Alcott, regia di Anton Giulio Majano, 5 puntate, dal 12 novembre al 10 dicembre 1955.
- L'Alfiere, regia di Anton Giulio Majano (1956, sceneggiato televisivo)
- Primo applauso, settimanale per aspiranti alla ribalta condotto da Silvio Noto ed Emma Danieli a cura di Luigi Di Gianni, estate 1957
- Tom Jones (1960, serie televisiva)
- La ricetta miracolosa, regia di Alessandro Brissoni, trasmessa l'8 ottobre 1961.
- L'Ippocampo (1966) commedia brillante di Sergio Pugliese. Regia di Franco Enriquez.
- Antony, di Alexandre Dumas (padre), regia di Giacomo Colli, 11 giugno 1968.
- Tartarino sulle Alpi - sceneggiato televisivo, 1968
- La scomparsa di Leslie Howard, regia di Anton Giulio Majano, 5 dicembre 1968.
- Mancia competente, di Aladár László, regia di Guglielmo Morandi, 23 maggio 1969.
- La donna di cuori, originale televisivo della serie Tenente Sheridan, 1969